# Mona Tracy

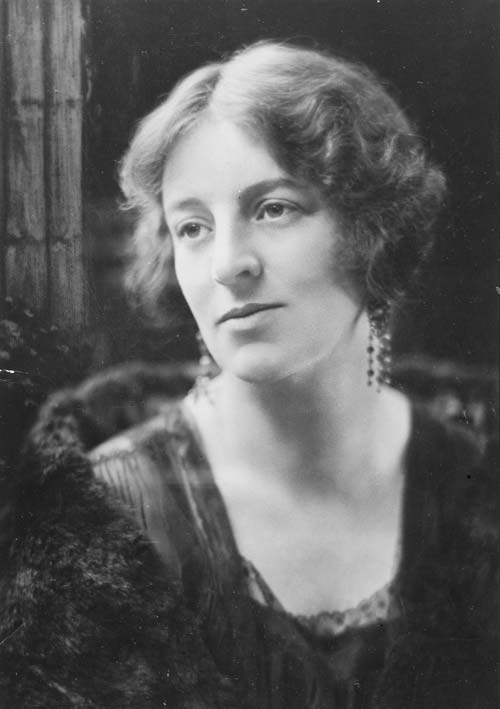
Mona Innis Tracy (um 1923)

Mona Innis Tracy (* 24. Januar 1892 in Kensington, einem Stadtteil von Adelaide im Bundesstaat South Australia in Australien; † 22. Februar 1959 in Christchurch, Neuseeland) war eine neuseeländische Journalistin, sozial engagierte Frau und Autorin von Gedichten, Kurzgeschichten sowie Romanen.

## Frühes Leben
Mona Innis Mackay wurde am 24. Januar 1892 als Tochter der Eheleute Catherine Julia Bilston, einer Schriftstellerin von Romanen und Kurzgeschichten und John William Mackay, einem Grundstücksmakler, Auktionator und Bergbauingenieur, in Adelaide, South Australia geboren. Nach ihrer Geburt kehrte die Familie nach Neuseeland zurück, wo sie im Norden in der Nahe von Whangārei eine Farm besaßen und ihr Bruder Ian zur Welt kam. Es dauerte nicht lange, da zogen sie nach Auckland und um das Jahr 1900 herum weiter nach Paeroa, wo Mona und ihr Bruder zur Schule gehen konnten. Sie lernte dort die Sprache der Māori und schloss Freundschaften mit deren Kindern.
Nachdem ihr Vater die Familie verlassen hatte, verdiente ihre Mutter den Lebensunterhalt der Familie mit Arbeiten als Journalistin in Auckland und Wellington und später mit einem Teekiosk in Parnell, einem Stadtteil von Auckland. Mona besuchte bis zu ihrem vierzehnten Lebensjahr die Wellesley Street School in Wellington, wo sie sich zu einer hervorragenden Pianistin entwickelt hatte.

## Arbeit als Journalistin
Als ihr ein Vertrag für eine Theatertournee in Neuseeland und Australien angeboten wurde, lehnte sie jedoch ab. Sie arbeitete bereits bei der Auckland Weekly News als eine Redakteurin. Sie erweiterte ihre journalistischen Fähigkeiten, als sie 1912 nach Sydney ging und als Reporterin bei einer Lokalzeitung anfing. Ein Jahr später ging sie zurück nach Neuseeland und arbeitete zunächst in Auckland, gefolgt von Christchurch, wo sie 1917 als Chefreporterin bei der The Press tätig wurde. Sie gehörte zu den Journalistinnen, die bei Strafprozessen auf der Pressetribüne saßen und von dort berichten konnten.

## Ehe
In Christchurch lernte sie den jungen Anwalt William Francis Tracy kennen, den sie am 29. März 1921 heiratete und seinen Namen annahm. Aus der Ehe gingen zwei Kinder hervor.

## Schriftstellerische Tätigkeiten
Mona zog sich hauptberuflich aus dem Journalismus zurück, fing an Gedichte, eine Sammlung von Kurzgeschichten und einige Romane zu schreiben und war noch mit Artikeln für die Weekly Press, für die Sun in Auckland, für die katholische Zeitschrift The Month und für die australische Zeitschrift Aussie, für die sie unter dem Pseudonym Sally Forth die Kolumne „The Voice of the Enzed Woman“ verfasste, tätig. Letzteres gab ihr die Möglichkeit auch frauenpolitische Themen aus einer feministischen Perspektive zu diskutieren.
In ihrer Freizeit spielte Mona Klavier, kochte, stickte, ging auf Wanderschaft, bei der sie die Geschichte der Westküste erforschte. Doch gleichzeitig arbeitete sie als freie Journalistin. Sie schrieb für die Whitcombe's Historical Story Books-Reihe und verfasste mehrere Schulgeschichtstexte. Mitte der 1930er Jahre gaben einige Begegnungen mit eigenwilligen Charakteren der Westküste ihr Anlass etwas für Radiosendungen zu produzieren. Die Scripte wurde dann später in West Coast Yesterdays zusammengefasst und 1960 nach ihrem Tod veröffentlicht.

## Soziales Engagement
In den 1930er Jahren übernahm sie die Funktion der Sekretärin für das Christchurch Refugee Committee, das Menschen half dem Faschismus in Europa zu entkommen und als sie in der Nähe ihres Hauses in New Brighton eine Suppenküche für Menschen einrichtete die von der Weltwirtschaftskrise betroffen waren, wurde sie für ihre Verdienste um die Gemeinschaft 1937 mit der King George VI Coronation Medal ausgezeichnet. Von 1938 bis 1948 war Mona die erste Frau, die dem Vorstand des Arthur's Pass National Park angehörte. Während des Zweiten Weltkriegs schloss sie sich 1942 der New Zealand Women's Auxiliary Air Force in Wigram in einem Stadtteil von Christchurch an und erlangte den Rang einer Gefreiten. Nach dem Ende des Krieges zog die Familie in die Governors Bay, südlich von Christchurch. Von 1949 bis 1950 war Mona dann noch einmal als Präsidentin des örtlichen Zweigs der Women's Division Federated Farmers of New Zealand tätig.
In ihren letzten Lebensjahren litt Mona an einer rheumatische Arthritis. Sie zog deshalb zurück nach Christchurch, wo sie am 22. Februar 1959 verstarb.

## Werke

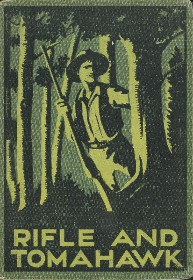
Rifle and Tomahawk
(1927) Book Cover

- 1925 – Piriki’s Princess and Other Stories of New Zealand. Whitcombe & Tombs, Auckland 1925 (englisch, Sammlung von Kurzgeschichten).[2]
- 1925 – The Cloud children's holiday. Whitcombe & Tombs, Christchurch 1925 (englisch).[2]
- 1926 – Mona Tracy, G. M. Richardson, G. M.: The cave folk. In: Whitcombe's historical story books. No. 329. Whitcombe & Tombs, Auckland 1926 (englisch).[2]
- 1927 – Rifle and Tomahawk. Hodder and Stoughton, Auckland 1927 (englisch, Kinderroman über die Beziehung von Māori und Pākehā).[2]
- 1927 – Historic Kawau. Simpson & Williams, Christchurch 1927 (englisch).[2]
- 1928 – Pearls and Gold. Whitcombe and Tombs, Auckland 1928 (englisch).[3]
- 1928 – Lawless Days. A Tale of Adventure in Old New Zealand and the South Seas. George Harrap & Co, London 1928 (englisch).[3]
- 1930 – Martin Thorn. Whitcombe and Tombs, Auckland 1930 (englisch).[3]
- 1934 – The Young Dominion. A Short History of New Zealand. Whitcombe and Tombs, Auckland 1934 (englisch).[2]

unvollständige Auflistung